# Maddie Palmer
Maddie Palmer (* 9. Oktober 1995) ist eine US-amerikanische Volleyballspielerin.

## Karriere
Palmer begann ihre Karriere an der Hillcrest High School. Von 2014 bis 2017 studierte sie an der Radford University und spielte in der Universitätsmannschaft. Nach ihrem Studium war sie zunächst auf den Philippinen bei Pocari Sweat Lady Warriors aktiv. In der Saison 2018/19 spielte die Außenangreiferin beim französischen Zweitligisten Terville-Florange OC, mit dem sie den ersten Platz in der Liga erreichte. Danach wechselte sie zum finnischen Verein Liigaploki Pihtipudas. Mit dem Verein gewann sie 2020 den nationalen Pokal. 2020 wurde sie vom deutschen Bundesligisten Schwarz-Weiss Erfurt verpflichtet.